# آلة حاسبة

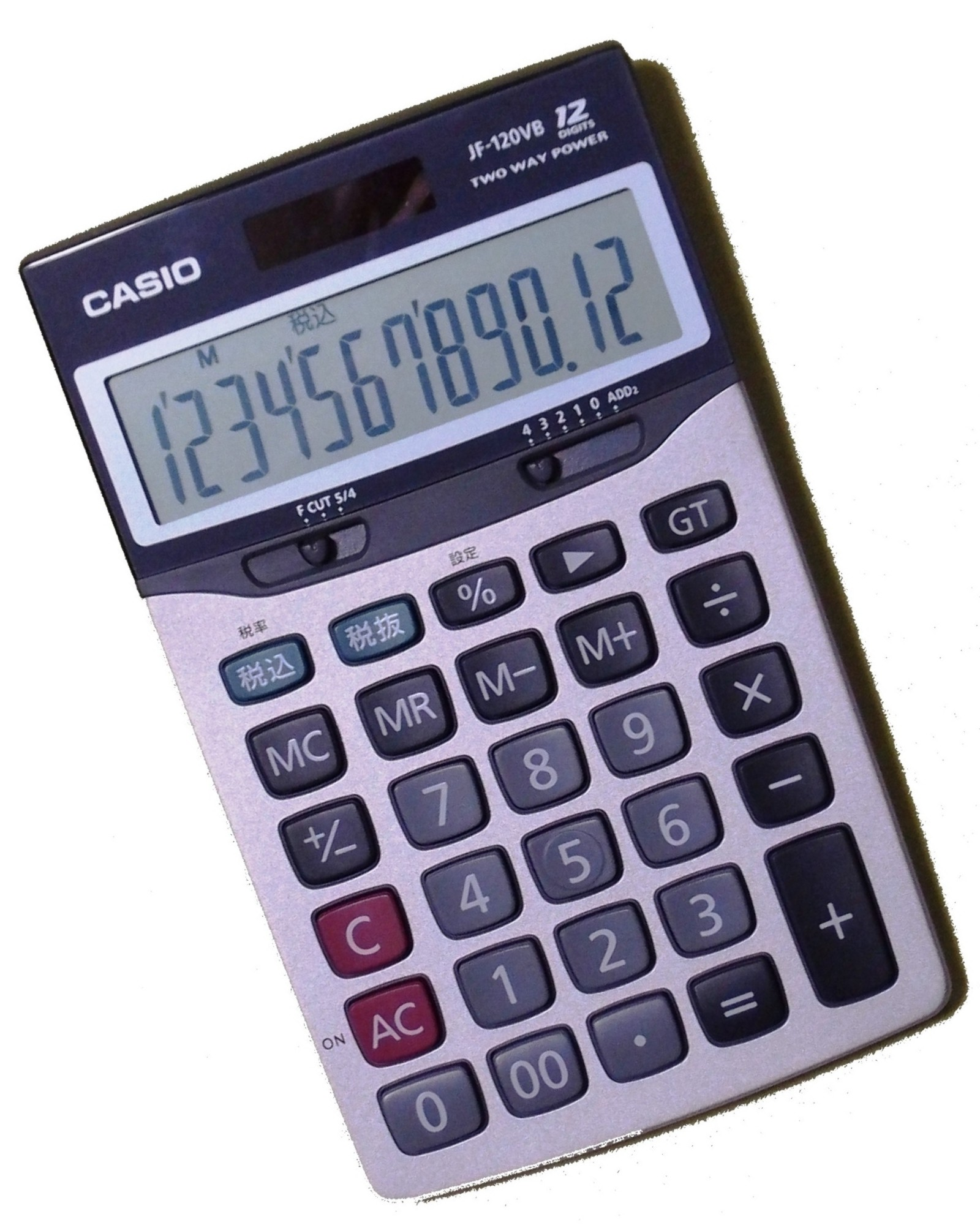
الآلة الحاسبة

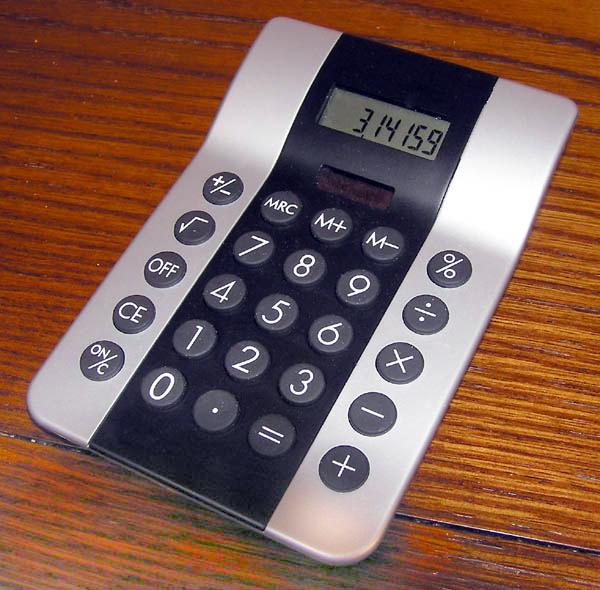
حاسب جيب بسيط، يستطيع أن يقوم بعمليات الجمع، الطرح، الضرب، القسمة، حساب النسبة المئوية، وحساب الجذر التربيعي

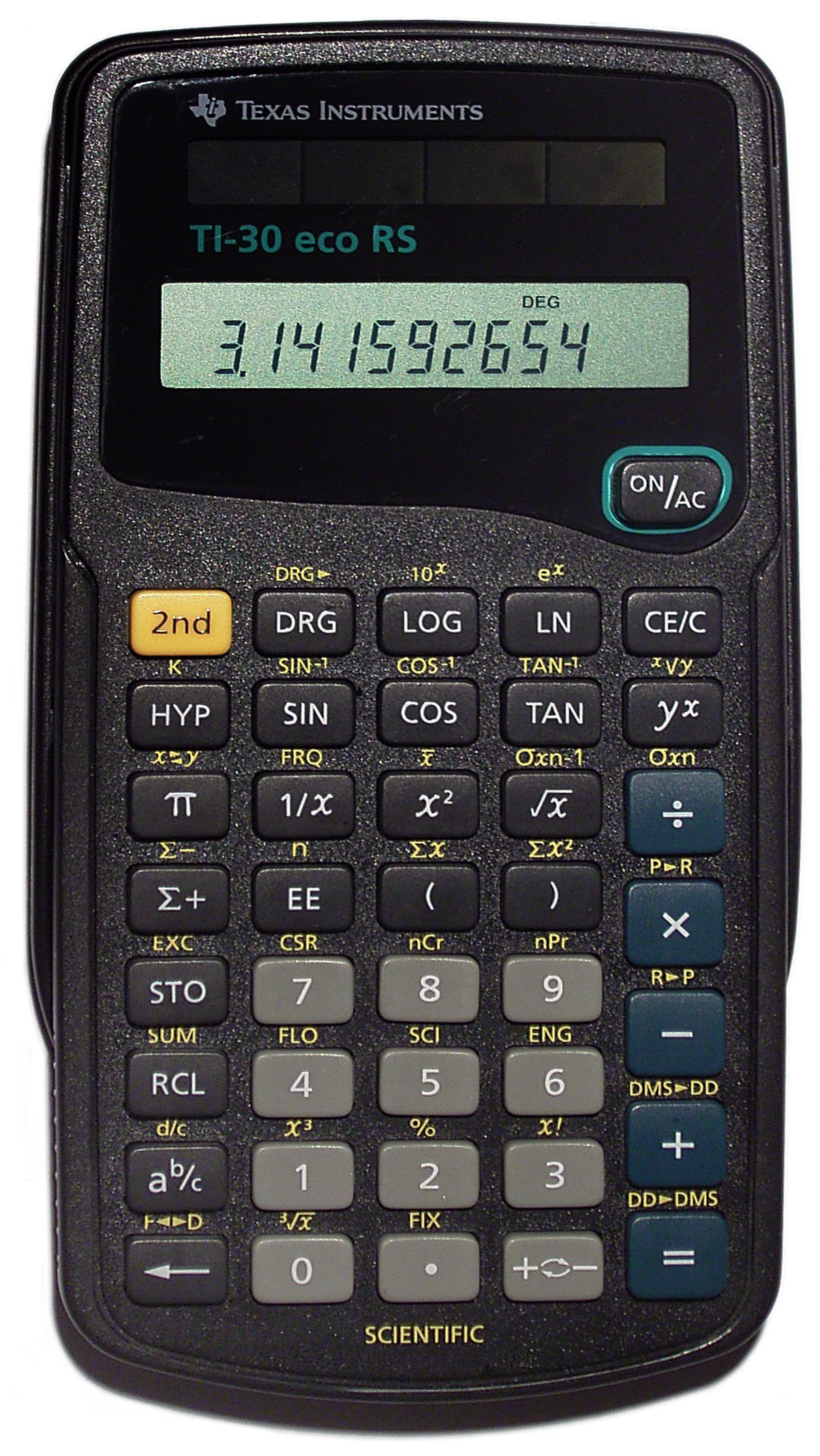
آلة حاسبة علمية

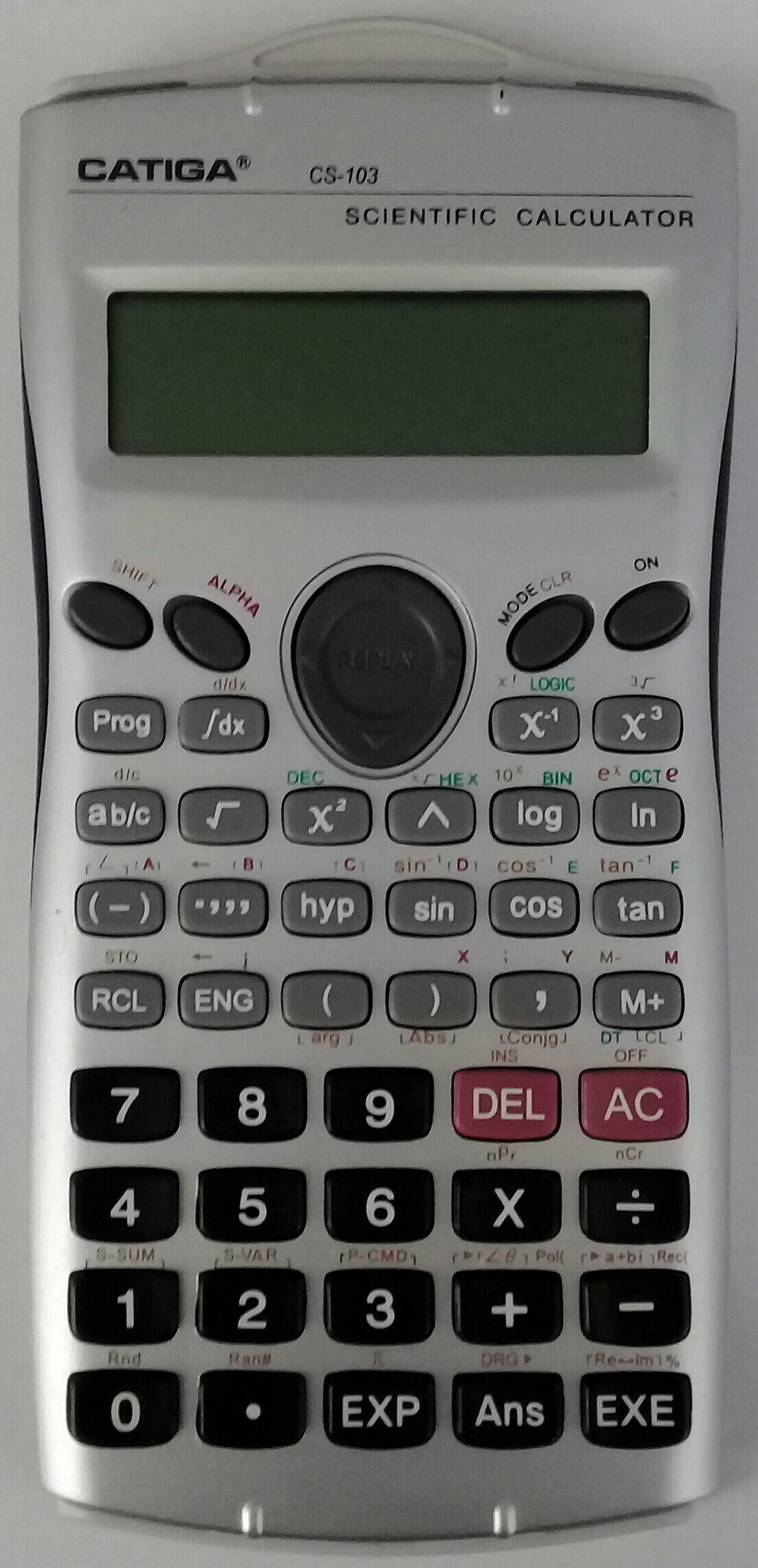
آلة حاسبة علمية

الحاسبة أو المِحْساب أو الحسّابة آلة إلكترونية مكتبية تستخدم لإجراء العمليات الحسابية. وتعد الآلة الحاسبة الجد الأكبر لعائلة الحواسيب، ويعد الشكل الذي وصلت له الآلة الحاسبة اليوم هو نتاج عمل باسكال حتى عام 1640 ميلادي، لكن قبل ذلك كانت هنالك الكثير من النماذج البسيطة للآلة الحاسبة.
وتختلف حاسبة الجيب عن الحاسوب بكونها ذات قدرة أصغر من الحاسوب العادي على حل المسائل الحسابية، وبأنّها صمّمت خصيصَى ليجري بها المستخدم حساباته مباشَرةً دون أن يحتاج إلى أي قدرات في البرمجة، وأحيانًا دون أن تكون للآلة إمكانيات برمجة إطلاقًا.
تستخدم الآلة الحاسبة في جميع المجالات اليومية، وتوجد في عدة صور وأشكال، فهي بالإضافة إلى شكلها الأساسي، موجودة في كل جهاز محمول (هاتف نقال، حاسوب كفي)، هذا بالإضافة إلى الآلة الحاسبة العلمية التي يستخدمها الباحثون والرياضيون وطلاب المدارس والجامعات.
حاسبات الجيب الإلكترونية العصرية عادة ما تكون صغيرة ورخيصة، ومنها عدّة أنواع. فعدا عن النوع البسيط الذي يمكن المستخدم من إجراء العمليات الحسابية الأساسية، هنالك حاسبات جيب مخصّصة لعدد من المجالات. فهنالك حاسبات الجيب العلميّة، التي يستخدمها الكثير من الباحثين والرياضيين وطلاب المدارس الثانوية والجامعات والتي تهدف إلى إعطاء المستخدم إمكانيّة استعمال دوال أكثر تعقيدًا من العمليات الحسابية البسيطة، منها الدوال المثلثية أو عمليات إحصائية. وتوجد أيضًا حاسبات جيب بيانيّة لرسم دوال بمتغيرات حقيقية أو في فضاء إقليدي ما.

## التصميم

### إدخال
تعرض الحاسبة العلمية الكسور والمعادلات العشرية الإلكترونية والآلات الحاسبة تحتوي على لوحة المفاتيح مع أزرار للأرقام والعمليات الحسابية؛ حتى أن بعضها يحتوي على أزرار "00" و "000" لتسهيل إدخال الأرقام الأكبر أو الأصغر. تقوم معظم الآلات الحاسبة الأساسية بتعيين رقم أو عملية واحدة فقط على كل زر؛ ومع ذلك، في الآلات الحاسبة الأكثر تحديدًا، يمكن للزر أداء عمل متعدد الوظائف مع مجموعات المفاتيح.

### عرض الإخراج
تحتوي الآلات الحاسبة عادةً على شاشات عرض بلورية سائلة (LCD) كإخراج بدلاً من شاشات الصمام الثنائي الباعث للضوء (LED) وشاشات العرض الفلورية الفراغية (VFD)؛ يتم توفير التفاصيل في قسم التحسينات التقنية.
غالبًا ما تُستخدم الأشكال كبيرة الحجم لتحسين إمكانية القراءة؛ أثناء استخدام الفاصل العشري (عادةً نقطة بدلاً من فاصلة) بدلاً من الكسور المبتذلة أو بالإضافة إليها. يمكن أيضًا عرض رموز مختلفة لأوامر الوظائف على الشاشة. الكسور مثل 1 / 3 يتم عرضها كما العشرية تقريبية، على سبيل المثال تقريب إلى 0.33333333. أيضا، بعض الكسور (مثل 1 / 7 ، وهو 0,14285714285714، إلى 14 أرقام كبيرة) يمكن أن يكون من الصعب الاعتراف في العشرية شكل من الأشكال؛ نتيجة لذلك، العديد من الآلات الحاسبة العلمية قادرة على العمل في الكسور المبتذلة أو الأرقام المختلطة.

### ذاكرة
تمتلك الآلات الحاسبة أيضًا القدرة على تخزين الأرقام في ذاكرة الكمبيوتر. عادةً ما تخزن الآلات الحاسبة الأساسية رقمًا واحدًا فقط في كل مرة؛ الأنواع الأكثر تحديدًا قادرة على تخزين العديد من الأرقام الممثلة في المتغيرات. يمكن أيضًا استخدام المتغيرات لإنشاء الصيغ. بعض الطرز لديها القدرة على توسيع سعة الذاكرة لتخزين المزيد من الأرقام؛ يسمى عنوان الذاكرة الموسعة فهرس الصفيف.

### مصدر الطاقة
مصادر قوة الآلات الحاسبة هي: البطاريات، الخلايا الشمسية أو أنابيب الكهرباء (لالنماذج القديمة)، تشغيل مع مفتاح أو زر. حتى أن بعض الطرز لا تحتوي على زر إيقاف التشغيل ولكنها توفر طريقة ما للتأجيل (على سبيل المثال، عدم ترك أي عملية للحظة، أو تغطية تعرض الخلايا الشمسية، أو إغلاق غطاءها). كانت الآلات الحاسبة التي تعمل بالكرنك شائعة أيضًا في بداية عصر الكمبيوتر.

### تخطيط المفتاح
المفاتيح التالية شائعة في معظم حاسبات الجيب. في حين أن ترتيب الأرقام قياسي، فإن مواضع المفاتيح الأخرى تختلف من نموذج إلى آخر؛ الرسم التوضيحي مثال.

## استخدامها في التعليم

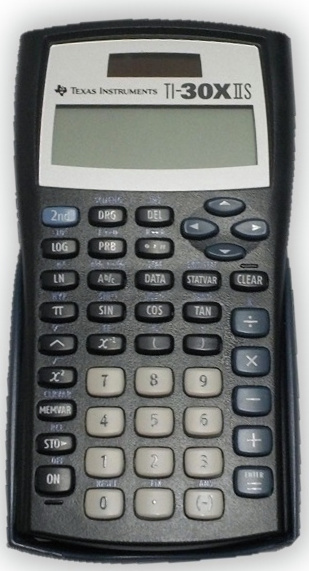
آلة حاسبة علمية

في معظم البلدان، يستخدم الطلاب الآلات الحاسبة للعمل المدرسي. كانت هناك بعض المقاومة المبدئية للفكرة خوفًا من تضرر المهارات الحسابية الأساسية أو الأولية. لا يزال هناك خلاف حول أهمية القدرة على إجراء العمليات الحسابية في الرأس، حيث تقيد بعض المناهج استخدام الآلة الحاسبة حتى يتم الحصول على مستوى معين من الكفاءة، بينما يركز البعض الآخر بشكل أكبر على طرق التقدير التعليمية وحل المشكلات. تشير الأبحاث إلى أن التوجيه غير الكافي في استخدام أدوات الحساب يمكن أن يقيد نوع التفكير الرياضي الذي ينخرط فيه الطلاب. جادل آخرون بأنه يمكن أن يتسبب استخدام الآلة الحاسبة في ضمور المهارات الرياضية الأساسية، أو أن مثل هذا الاستخدام يمكن أن يمنع فهم المفاهيم الجبرية المتقدمة. في ديسمبر 2011 في بريطانيا، أعرب نيك غيب للمدارس، قلقه من أن التلميذ يمكن أن «يعتمد بدرجة كبيرة» على استخدام الآلات الحاسبة.  نتيجة لذلك، يجب تضمين استخدام الآلات الحاسبة كجزء من مراجعة المنهج. في الولايات المتحدة، صادق العديد من معلمي الرياضيات ومجالس التعليم بحماس على معايير المجلس الوطني لمدرسي الرياضيات (NCTM) وشجعوا بنشاط استخدام حاسبات الفصل من رياض الأطفال حتى المدرسة الثانوية.

## الأعمال الداخلية
عمومًا، تتكون الآلة الحاسبة الإلكترونية الأساسية من المكونات التالية:
- مصدر الطاقة (كهرباء، بطارية و / أو خلية شمسية)
- لوحة المفاتيح (جهاز الإدخال) - تتكون من المفاتيح المستخدمة لإدخال الأرقام والأوامر الوظيفية (الجمع، الضرب، الجذر التربيعي، إلخ.)
- لوحة العرض (جهاز الإخراج) - تعرض أرقام الإدخال والأوامر والنتائج. تستخدم شاشات الكريستال السائل (LCD) وشاشات العرض الفلورية الفراغية (VFDs) وشاشات الصمام الثنائي الباعث للضوء (LED) سبعة أجزاء لتمثيل كل رقم في الآلة الحاسبة الأساسية. قد تستخدم الآلات الحاسبة المتقدمة شاشات عرض نقطية.
  - تحتوي الآلة الحاسبة للطباعة، بالإضافة إلى لوحة العرض، على وحدة طباعة تطبع نتائج الحبر على لفافة من الورق، باستخدام آلية الطباعة.
- رقاقة المعالج (معالج دقيق أو وحدة معالجة مركزية).

| وحدة                     | وظيفة |
| ------------------------ | --- |
| وحدة المسح (الاقتراع)    | عند تشغيل الآلة الحاسبة، تقوم بمسح لوحة المفاتيح في انتظار التقاط إشارة كهربائية عند الضغط على أحد المفاتيح.                                                                        |
| وحدة التشفير             | تحويل أرقام وظائف في الشفرة الثنائية. |
| تسجيل X وتسجيل Y         | إنها مخازن رقمية حيث يتم تخزين الأرقام مؤقتًا أثناء إجراء العمليات الحسابية. تدخل جميع الأرقام في سجل X أولاً؛ يظهر الرقم في سجل X على الشاشة.                                        |
| سجل العلم                | يتم تخزين وظيفة الحساب هنا حتى تحتاجها الآلة الحاسبة. |
| ذاكرة دائمة (روم)        | تعليمات الدوال المضمنة (العمليات الحسابية، الجذور التربيعية، النسب المئوية، علم المثلثات، إلخ) مخزنة هنا في شكل ثنائي. هذه التعليمات عبارة عن برامج مخزنة بشكل دائم ولا يمكن محوها. |
| ذاكرة المستخدم (رام)     | المتجر حيث يمكن للمستخدم تخزين الأرقام. يمكن تغيير محتويات ذاكرة المستخدم أو مسحها من قبل المستخدم.                                                                                 |
| وحدة المنطق الحسابي(ALU) | وALU ينفذ كل المعادلات الحسابية والمنطق من خلال التعليمات والأوامر، ويقدم النتائج في مشفرة ثنائي النموذج.                                                                           |
| وحدة فك ثنائي            | يحول الرمز الثنائي إلى أرقام عشرية يمكن عرضها على وحدة العرض. |

يشير معدل الساعة لشريحة المعالج إلى التردد الذي تعمل به وحدة المعالجة المركزية (CPU). يتم استخدامه كمؤشر لسرعة المعالج، ويتم قياسه بدورات ساعة في الثانية أو وحدة SI هرتز (هرتز). بالنسبة للآلات الحاسبة الأساسية، يمكن أن تختلف السرعة من بضع مئات من هرتز إلى نطاق كيلوهرتز.

### مثال
شرح أساسي لكيفية إجراء الحسابات في آلة حاسبة بسيطة ذات أربع وظائف:
لإجراء العملية الحسابية 25 + 9، واحد يضغط المفاتيح في التسلسل التالي على معظم الآلات الحاسبة: 2 5 + 9 =.
- عندما يتم إدخال 2 5 ، يتم التقاطها بواسطة وحدة المسح؛ الرقم 25 مشفر وإرساله إلى سجل X؛
- بعد ذل، عند +الضغط على المفتاح، يتم أيضًا تشفير تعليمات «الإضافة» وإرسالها إلى العلم أو سجل الحالة؛
- 9يتم ترميز الرقم الثاني وإرساله إلى السجل X. هذا «يدفع» (ينتقل) الرقم الأول إلى السجل Y؛
- عند =الضغط على المفتاح، تظهر «رسالة» (إشارة) من العلم أو سجل الحالة تخبر الذاكرة الدائمة أو غير المتطايرة أن العملية التي يتعين القيام بها هي «إضافة»؛
- يتم بعد ذلك تحميل الأرقام الموجودة في مسجلات X و Y في ALU ويتم الحساب باتباع الإرشادات من الذاكرة الدائمة أو غير المتطايرة؛
- الإجابة، تم إرسال 34 (تحول) مرة أخرى إلى سجل X. من هناك، يتم تحويله بواسطة وحدة فك التشفير الثنائية إلى رقم عشري (عادةً ما يكون رمزًا عشريًا ثنائيًا)، ثم يتم عرضه على لوحة العرض.

عادةً ما يتم تنفيذ الوظائف الأخرى باستخدام عمليات الجمع أو الطرح المتكررة.

#### التمثيل الرقمي
تقوم معظم حاسبات الجيب بعمل جميع حساباتها في بي سي دي BCD بدلاً من تمثيل النقطة العائمة. يعتبر بي سي دي شائعًا في الأنظمة الإلكترونية حيث يتم عرض قيمة رقمية، خاصة في الأنظمة التي تتكون فقط من المنطق الرقمي، ولا تحتوي على معالج دقيق. من خلال استخدام بي سي دي، يمكن تبسيط معالجة البيانات الرقمية للعرض كثيرًا من خلال معالجة كل رقم كدائرة فرعية واحدة منفصلة. يتطابق هذا بشكل وثيق مع الواقع المادي لأجهزة العرض - فقد يختار المصمم استخدام سلسلة من شاشات العرض المتماثلة المنفصلة المكونة من سبعة أجزاء لبناء دائرة قياس، على سبيل المثال. إذا تم تخزين الكمية الرقمية ومعالجتها على أنها ثنائية نقية، فإن التفاعل مع مثل هذا العرض يتطلب دوائر معقدة. لذلك، في الحالات التي تكون فيها الحسابات بسيطة نسبيًا، يمكن أن يؤدي العمل مع بي سي دي إلى نظام شامل أبسط من التحويل من وإلى ثنائي.
تنطبق نفس الوسيطة عندما تستخدم الأجهزة من هذا النوع متحكمًا مضمنًا أو معالجًا صغيرًا آخر. في كثير من الأحيان، ينتج رمز أصغر عند تمثيل الأرقام داخليًا بتنسيق بي سي دي، نظرًا لأن التحويل من أو إلى التمثيل الثنائي يمكن أن يكون مكلفًا على هذه المعالجات المحدودة. بالنسبة لهذه التطبيقات، تتميز بعض المعالجات الصغيرة بأوضاع حسابية لـ بي سي دي، والتي تساعد عند كتابة إجراءات تتعامل مع كميات بي سي دي.
عندما تكون الآلات الحاسبة قد أضافت وظائف (مثل الجذر التربيعي أو الدوال المثلثية)، فإن الخوارزميات البرمجية مطلوبة لإنتاج نتائج عالية الدقة. في بعض الأحيان، يلزم بذل جهد كبير في التصميم لملاءمة جميع الوظائف المطلوبة في مساحة الذاكرة المحدودة المتاحة في شريحة الحاسبة، مع وقت حساب مقبول.

## مقارنة الآلات الحاسبة بأجهزة الكمبيوتر
الفرق الأساسي بين الآلة الحاسبة والكمبيوتر هو أن الكمبيوتر يمكن برمجتها بطريقة تسمح لل برنامج لاتخاذ مختلف الفروع وفقا لنتائج المتوسطة، في حين أن الآلات الحاسبة المصممة مسبقا مع وظائف محددة (مثل إضافة، الضرب، واللوغاريتمات) مضمن. التمييز ليس واضحًا تمامًا: بعض الأجهزة المصنفة على أنها آلات حاسبة قابلة للبرمجة لها وظائف برمجة، أحيانًا مع دعم لغات البرمجة (مثل أر بي ألRPL أو تي بايسيك TI-BASIC).
على سبيل المثال، بدلاً من مضاعف الأجهزة، قد تنفذ الآلة الحاسبة رياضيات النقطة العائمة مع رمز في ذاكرة القراءة فقط (ROM)، وتحسب الدوال المثلثية باستخدام خوارزمية كورديك CORDIC لأن كورديك لا يتطلب الكثير من الضرب. تعد تصميمات المنطق التسلسلي للبت أكثر شيوعًا في الآلات الحاسبة بينما تهيمن التصاميم المتوازية للبت على أجهزة الكمبيوتر ذات الأغراض العامة، لأن التصميم التسلسلي قليلاً يقلل من تعقيد الرقاقة، ولكنه يستغرق العديد من دورات الساعة. يتلاشى هذا التمييز مع الآلات الحاسبة المتطورة، والتي تستخدم شرائح المعالجات المرتبطة بتصميم الكمبيوتر والأنظمة المضمنة، والأكثر من ذلك أن هندسة Z80 و MC68000 وARM وبعض التصميمات المخصصة المتخصصة في سوق الآلات الحاسبة.

## تاريخ الآلة الحاسبة
مهَّد عالم الرياضيات غياث الدين جمشيد الكاشي باكتشافه للكسر العشري اختراع الآلة الحاسبة ثم صمم
بليز باسكال الشكل النهائي لها؛ وهو رياضياتي وفيلسوف فرنسي اشتهر بتجاربه على السوائل في مجال الفيزياء، وبأعماله الخاصة بنظرية الاحتمالات في الرياضيات هو من اخترع الآلة الحاسبة. اخترع باسكال آلة حاسبة تؤدي عمليات الجمع والضرب وتعود قصة اختراعها إلى منتصف القرن السادس عشر ميلادي عام 1642م حيث كان مولعا بالاكتشافات العلمية وتطبيق النظريات الرياضية فاخترع أول حاسب نصف آلي وسمي باسمه (حاسب باسكال)، وكان ذلك بغية مساعدة والده، الذي كان يعمل في مؤسسة الضرائب محصلا للفواتير، وكان يقضي معظم لياليه مستخدما العد اليدوي في إحصاء وتدقيق حسابات المبالغ التي يحصلها، وقد كان يشكل هذا النوع البطيء من الحساب إرباكا لعائلته، حيث يكلفه جهدا ووقتا كبيرا، لذا قام باختراع الآلة الحاسبة. إلا أنها لم تصنع نظراً لتكلفتها العالية.

## التاريخ المفصل

### السلائف للآلة الحاسبة الإلكترونية
وكانت الأدوات الأولى المعروفة المستخدمة لمساعدة العمليات الحسابية: العظام (تستخدم لشحن سلع رصيده)، والحصى، ومجالس العد والمعداد، والمعروف أن تم استخدامها من قبل السومريين والمصريين قبل عام 2000 قبل الميلاد. باستثناء أنتيكيثيرا (ل«للخروج من الوقت» الفلكي الجهاز)، وصلت تطوير أدوات الحوسبة بالقرب من بداية القرن 17: والبوصلة الهندسية والعسكرية (من قبل غاليليو)، اللوغاريتمات والعظام نابيير (عن طريق نابيير)، وحكم الشريحة (بواسطة إدموند غونتر).
في عام 1642، شهد عصر النهضة اختراع الآلة الحاسبة الميكانيكية (بواسطة فيلهلم شيكارد Wilhelm Schickard  وبعد عدة عقود بعد ذلك بليز باسكال Blaise Pascal)، وهو الجهاز الذي تم الترويج له إلى حد ما في بعض الأحيان باعتباره قادرًا على إجراء جميع العمليات الحسابية الأربعة باستخدام الحد الأدنى من التدخل البشري. لآلة باسكال الحاسبة أن تجمع وتطرح رقمين مباشرة، وبالتالي، إذا كان الملل يمكن تحمله، فاضرب وقسم بالتكرار. استخدمت آلة Schickard، التي تم إنشاؤها قبل عدة عقود، مجموعة ذكية من جداول الضرب الآلية لتسهيل عملية الضرب والقسمة باستخدام آلة الجمع كوسيلة لإكمال هذه العملية. (لأنهم كانوا الاختراعات المختلفة مع أهداف مختلفة نقاش حول ما إذا كان باسكال أو Schickard يجب أن الفضل باسم «مخترع» الجهاز إضافة (أو آلة حساب) هو على الارجح طائل.) وأعقب Schickard وباسكال من قبل غوتفريد لايبنتز الذي قضى أربعين عامًا في تصميم آلة حاسبة ميكانيكية بأربع عمليات، آلة حاسبة متدرجة، مخترعًا في هذه العملية عجلة لايبنيز الخاصة به، لكنه لم يستطع تصميم آلة تعمل بكامل طاقتها. كانت هناك أيضًا خمس محاولات فاشلة لتصميم ساعة حسابية في القرن السابع عشر.
شهد القرن الثامن عشر وصول بعض التحسينات الملحوظة، أولاً بواسطة بوليني مع أول ساعة حسابية تعمل بكامل طاقتها وآلة تعمل بأربع عمليات، لكن هذه الآلات كانت دائمًا واحدة من هذا النوع. اخترع لويجي تورتشي أول آلة ضرب مباشر في عام 1834: كانت هذه أيضًا ثاني آلة مدفوعة بالمفتاح في العالم، بعد آلة جيمس وايت (1822). لم تبدأ التطورات الحقيقية بالحدوث إلا في القرن التاسع عشر والثورة الصناعية. على الرغم من وجود آلات قادرة على أداء جميع الوظائف الحسابية الأربعة قبل القرن التاسع عشر، إلا أن تحسين عمليات التصنيع والتصنيع خلال عشية الثورة الصناعية جعل إنتاج وحدات أكثر إحكاما وحداثة على نطاق واسع ممكنًا. تم اختراع مقياس الحساب في عام 1820 كآلة حاسبة ميكانيكية ذات أربع عمليات، وتم طرحه للإنتاج في عام 1851 كآلة إضافة وأصبح أول وحدة ناجحة تجاريًا؛ بعد أربعين عامًا، وبحلول عام 1890، تم بيع حوالي 2500 مقياس حسابي  بالإضافة إلى بضع مئات أخرى من صانعي استنساخ مقاييس الحساب (بوركهارت، ألمانيا، 1878 ولايتون، المملكة المتحدة، 1883) وفيلت وتارانت، المنافس الآخر الوحيد في الحقيقة. الإنتاج التجاري، باع 100 كومبتومتر.
لم يتم تطوير واجهة المستخدم المألوفة التي تعمل بضغطة زر حتى عام 1902، مع إدخال آلة إضافة دالتون، التي طورها جيمس إل دالتون في الولايات المتحدة. في عام 1921، اخترعت إيديث كلارك «آلة حاسبة كلارك»، وهي آلة حاسبة بسيطة تعتمد على الرسم البياني لحل معادلات الخط التي تتضمن وظائف القطع الزائد. هذا يسمح المهندسين الكهربائيين لتبسيط العمليات الحسابية ل الحث والسعة في خطوط نقل الطاقة الكهربائية.
و حنفاء تم تطوير آلة حاسبة في عام 1948، وعلى الرغم مكلفة، وأصبحت شعبية لقابلية. يمكن لهذا الجهاز اليدوي الميكانيكي البحت القيام بعمليات الجمع والطرح والضرب والقسمة. بحلول أوائل السبعينيات من القرن الماضي، أنهت حاسبات الجيب الإلكترونية تصنيع الآلات الحاسبة الميكانيكية، على الرغم من أن Curta لا تزال عنصرًا شائعًا يمكن تحصيله.

### تطوير الآلات الحاسبة الإلكترونية
ظهرت أجهزة الكمبيوتر الرئيسية الأولى في الأربعينيات والخمسينيات من القرن الماضي باستخدام الأنابيب المفرغة أولاً ثم الترانزستورات في الدوائر المنطقية. كانت هذه التكنولوجيا بمثابة نقطة انطلاق لتطوير الآلات الحاسبة الإلكترونية.
أصدرت شركة كاسيو Computer Company في اليابان الآلة الحاسبة طراز 14-A في عام 1957، والتي كانت أول آلة حاسبة كهربائية بالكامل (نسبيًا) في العالم. لم يستخدم المنطق الإلكتروني ولكنه كان يعتمد على تقنية الترحيل، وكان مدمجًا في مكتب.
في أكتوبر 1961، تم الإعلان عن أول آلة حاسبة إلكترونية بالكامل على سطح المكتب في العالم، مقياس ضغط الجرس البريطاني/مقياس سوملوك أنيتا (A N ew I n spiration T o A rithmetic / A ccounting). تستخدم هذه الآلة الأنابيب المفرغة وأنابيب الكاثود البارد وديكاترون في دوائرها، مع 12 أنبوبًا من أنابيب الكاثود البارد «نيكسي» لعرضها. تم عرض نموذجين، Mk VII لأوروبا القارية و Mk VIII لبريطانيا وبقية العالم، كلاهما للتسليم من أوائل عام 1962. كان Mk VII تصميمًا أبكر قليلاً مع وضع أكثر تعقيدًا من الضرب، وسرعان ما تم أسقطت لصالح أبسط مارك الثامن. كان لدى ANITA لوحة مفاتيح كاملة، على غرار مقاييس الكمبيوتر الميكانيكية في ذلك الوقت، وهي ميزة كانت فريدة من نوعها لها ولاحقًا شاربsharp" CS-10A" بين الآلات الحاسبة الإلكترونية. يزن أنيتا حوالي 33 رطلاً (15 كجم) بسبب نظام الأنبوب الكبير. بيل بانش، ينتج آلات حاسبة ميكانيكية تعمل بالمفتاح من نوع جهاز الكمبيوتر تحت اسمي «بلاس» و «سملوك»، وأدرك في منتصف الخمسينيات أن مستقبل الآلات الحاسبة يكمن في الإلكترونيات. لقد وظفوا الخريج الشاب نوربرت كيتز، الذي عمل في أوائل مشروع الكمبيوتر الرائد البريطاني أيس، لقيادة التطوير. تم بيع أنيتا جيدًا نظرًا لأنها كانت الآلة الحاسبة الإلكترونية الوحيدة المتاحة لسطح المكتب، وكانت صامتة وسريعة.
تم استبدال تقنية الأنبوب الخاصة بـ ANITA في يونيو 1963 من قبل شركة فريدن EC-130 الأمريكية المصنعة، والتي كان لها تصميم ترانزستور بالكامل، وهي مجموعة من أربعة أرقام مكونة من 13 رقمًا معروضة على أنبوب أشعة الكاثود مقاس 5 بوصات (13 سم) (CRT)، وقدمت الترميز البولندي العكسي (RPN) إلى سوق الآلة الحاسبة بسعر 2200 دولار، وهو ما يعادل ثلاثة أضعاف تكلفة الآلة الحاسبة الكهروميكانيكية في ذلك الوقت. مثل Bell Punch، كان Friden مصنعًا للآلات الحاسبة الميكانيكية التي قررت أن المستقبل يكمن في الإلكترونيات. في عام 1964 تم إدخال أكثر عن الترانزستور الآلات الحاسبة الإلكترونية: شارب قدم CS-10A ، التي تزن 25 كيلوغراما (55 رطلا) وتكلفة 500000 ين ($4586.74)، والصناع MACCHINE Elettroniche قدم من إيطاليا IME 84، التي العديد من لوحة المفاتيح إضافية ويمكن توصيل وحدات العرض بحيث يمكن للعديد من الأشخاص الاستفادة منها (ولكن ليس في نفس الوقت على ما يبدو).
تبع ذلك سلسلة من نماذج الآلات الحاسبة الإلكترونية من هذه الشركات وغيرها من الشركات المصنعة، بما في ذلك كانون وماتارونك واوليفاتي وسوني وتوشيبا ووانغ. استخدمت الآلات الحاسبة المبكرة المئات من ترانزستورات الجرمانيوم، والتي كانت أرخص من ترانزستورات السيليكون، على لوحات دوائر متعددة. وكانت أنواع العرض المستخدمة CRT، الكاثود البارد أنابيب نيكسي، ومصابيح خيوط. تعتمد تقنية الذاكرة عادةً على ذاكرة خط التأخير أو الذاكرة الأساسية المغناطيسية، على الرغم من أن Toshiba "Toscal" BC-1411 يبدو أنها استخدمت شكلاً مبكرًا من ذاكرة الوصول العشوائي الديناميكية المبنية من مكونات منفصلة. كانت هناك بالفعل رغبة في الحصول على آلات أصغر وأقل استهلاكًا للطاقة.
تم تطوير إلكا 6521 البلغاري،  تقديمه في عام 1965، بواسطة المعهد المركزي لتقنيات الحساب وتم بناؤه في مصنع إلكترونيكا في صوفيا. الاسم مشتق من EL ektronen KA lkulator، ويزن حوالي 8 كجم (18 رطلاً). إنها أول آلة حاسبة في العالم تتضمندالة الجذر التربيعي. في وقت لاحق من نفس العام تم إصدار إلكا 22 (مع شاشة مضيئة)  و ELKA 25، مع طابعة مدمجة. تم تطوير العديد من النماذج الأخرى حتى تم إصدار أول نموذج للجيب، وهو ELKA 101، في عام 1974. وكانت الكتابة عليه بالخط الروماني، وتم تصديرها إلى الدول الغربية.

#### حاسبات قابلة للبرمجة
تم إنتاج أول حاسبات سطح مكتبية قابلة للبرمجة في منتصف الستينيات. وهي تشمل ماترونيك ماترون (1964) وأوليفاتي بروغراما 101 (أواخر عام 1965) والتي كانت عبارة عن مادة صلبة، وسطح المكتب، وطباعة، ونقطة عائمة، وإدخال جبري، وآلات حاسبة إلكترونية قابلة للبرمجة ومخزنة. كلاهما يمكن برمجته بواسطة المستخدم النهائي وطباعة نتائجهما. شهد برنامج بروغراما 101 توزيعًا أوسع بكثير وكان له ميزة إضافية تتمثل في تخزين البرامج دون اتصال بالإنترنت عبر البطاقات الممغنطة.
كانت آلة حاسبة سطح المكتب القابلة للبرمجة (وربما أول آلة حاسبة يابانية) هي كاسيو (AL-1000) التي تم إنتاجها في عام 1967. وهي تتميزبشاشة عرض أنابيب نيكسي وتحتوي على إلكترونيات ترانزستور وذاكرة أساسية من الفريت.
ظهرت الآلة الحاسبة القابلة للبرمجة مونرو إبيك في السوق في عام 1967. وهي وحدة كبيرة مطبوعة على سطح المكتب، مع برج منطقي مثبت على الأرض، ويمكن برمجتها لأداء العديد من الوظائف الشبيهة بالكمبيوتر. ومع ذلك، فإن تعليمة الفرع الوحيدة كانت عبارة عن فرع ضمني غير مشروط (غوتو) في نهاية كومة العمليات، مما يعيد البرنامج إلى تعليمات البداية. وبالتالي، لم يكن من الممكن تضمين أي منطق فرع مشروط (IF-THEN-ELSE). خلال هذه الحقبة، كان غياب الفرع الشرطي يستخدم أحيانًا لتمييز الآلة الحاسبة القابلة للبرمجة عن الكمبيوتر. تم إصدار أول آلة حاسبة مكتبية سوفيتية قابلة للبرمجة اسكرا 123، مدعومة بشبكة الطاقة، في بداية السبعينيات.

### من السبعينيات إلى منتصف الثمانينيات
كانت الآلات الحاسبة الإلكترونية في منتصف الستينيات من القرن الماضي آلات مكتبية كبيرة وثقيلة نظرًا لاستخدامها لمئات الترانزستورات في العديد من لوحات الدوائر الكهربائية مع استهلاك طاقة كبير يتطلب مصدر طاقة تيار متردد. كانت هناك جهود كبيرة لوضع المنطق المطلوب لآلة حاسبة في عدد أقل وأقل من الدوائر المتكاملة (الرقائق) وكانت إلكترونيات الآلة الحاسبة واحدة من الحواف الرائدة في تطوير أشباه الموصلات. قادت الشركات المصنعة لأشباه الموصلات في الولايات المتحدة العالم في تطوير أشباه الموصلات على نطاق واسع (LSI)، مما أدى إلى ضغط المزيد والمزيد من الوظائف في الدوائر المتكاملة الفردية. أدى ذلك إلى تحالفات بين الشركات المصنعة للآلات الحاسبة اليابانية وشركات أشباه الموصلات الأمريكية: شركة كانون انك. مع معدات تيكاس وهاياكاوا إلكتريك (التي أعيدت تسميتها لاحقًا باسم شارب كوربوراسيون) مع شركة روكويل ميكرو إلكترونيك الأمريكية الشمالية (أعيدت تسميتها لاحقًا باسم روكويل الدولية) وبوسيكوم مع موستيك وإنتيل والمعدات الأساسية مع سانيو.

#### حاسبات الجيب
بحلول عام 1970، يمكن صنع آلة حاسبة باستخدام عدد قليل من الشرائح ذات الاستهلاك المنخفض للطاقة، مما يسمح للطرازات المحمولة التي تعمل بالبطاريات القابلة لإعادة الشحن. كانت أول آلة حاسبة المحمولة نموذج 1967 بعنوان «كال تك»، التي كان يقودها تطوير جاك كيلبي في شركة معدات تيكاس في مشروع بحثي لإنتاج الآلة الحاسبة المحمولة. يمكنه الجمع والضرب والطرح والقسمة، وكان جهاز الإخراج الخاص به عبارة عن شريط ورقي. نتيجة لمشروع «كال-تيتش»، مُنحت شركة معدات تيكاس براءات اختراع رئيسية على الآلات الحاسبة المحمولة.
ظهرت أول آلة حاسبة محمولة منتجة تجاريًا في اليابان في عام 1970، وسرعان ما تم تسويقها في جميع أنحاء العالم. وشملت هذه «آلة حاسبة صغيرة» من سانيو ICC- 0081، وكانون بوكيترونيك، و Sharp QT-8B «مسابقة ميكرو». كان كانون بوكيترونيك تطورًا من مشروع «كال-تيتش». لم يكن لديها عرض تقليدي. كان الإخراج العددي على شريط ورق حراري.
بذلت Sharp جهودًا كبيرة في الحجم وتقليل الطاقة وقدمت في يناير 1971 شارب EL-8، الذي تم تسويقه أيضًا باسم Facit 1111، والذي كان قريبًا من كونه آلة حاسبة للجيب. كان يزن 1.59 رطلاً (721 جرامًا)، ويحتوي على شاشة فلورية مفرغة، وبطاريات نيكاد قابلة لإعادة الشحن، وبيعت في البداية مقابل 395 دولارًا أمريكيًا.
ومع ذلك، تطوير الدوائر المتكاملة الجهود توجت في وقت مبكر 1971 مع إدخال أول «آلة حاسبة على رقاقة»، وMK6010 التي كتبها موستيك، تليها تكساس إنسترومنتس في وقت لاحق من هذا العام. على الرغم من أن هذه الآلات الحاسبة المحمولة في وقت مبكر كانت مكلفة للغاية، فإن هذه التطورات في مجال الإلكترونيات، جنبًا إلى جنب مع التطورات في تكنولوجيا العرض (مثل شاشة الفلورسنت الفراغية، LED، وشاشات الكريستال السائل)، أدت في غضون بضع سنوات إلى آلة حاسبة الجيب الرخيصة المتاحة للجميع.
في عام 1971 بيكو للإلكترونيات. والمعدات العامة قدموا أيضًا تعاونهم الأول في الدوائر المتكاملة، وهي آلة حاسبة متكاملة للرقاقة الواحدة IC لآلة حاسبة Monroe Royal Digital III. كانت Pico منبثقة من قبل خمسة من مهندسي تصميم GI الذين كانت رؤيتهم هي إنشاء ICs ذات رقاقة واحدة. حقق Pico و GI نجاحًا كبيرًا في سوق الآلات الحاسبة المحمولة المزدهر.
أول آلة حاسبة إلكترونية بحجم الجيب كانت بوسيكوم LE-120A «هاندي»، والتي تم تسويقها في وقت مبكر في عام 1971. صُنعت في اليابان، وكانت أيضًا أول آلة حاسبة تستخدم شاشة LED، وهي أول آلة حاسبة يدوية لاستخدام دائرة متكاملة واحدة (تم الإعلان عنها بعد ذلك على أنها «آلة حاسبة على شريحة»)، وموستيك MK6010، وأول آلة حاسبة إلكترونية لتشغيل البطاريات القابلة للاستبدال. باستخدام أربع خلايا بحجم AA، يقيس LE-120A 4.9 × 2.8 × 0.9 بوصة (124 ملم × 71 ملم × 23 ملم).
أول آلة حاسبة بحجم الجيب مصنوعة في أوروبا، DB 800 تم تصنيعها في مايو 1971 بواسطة ديجيترون في بوجي، كرواتيا (يوغوسلافيا السابقة) مع أربع وظائف وشاشة من ثمانية أرقام وأحرف خاصة لرقم سالب وتحذير من أن الحساب يحتوي على عدد كبير جدًا من الأرقام لعرضه.
أول آلة حاسبة أمريكية الصنع بحجم الجيب، Bowmar 901B (يطلق عليها شعبيا The Bowmar Brain)، بقياس 5.2 × 3.0 × 1.5 بوصة (132 ملم × 76 ملم × 38 ملم)، ظهرت في خريف عام 1971، بأربع وظائف وشاشة LED حمراء مكونة من ثمانية أرقام، مقابل 240 دولارًا، بينما في أغسطس 1972، أصبحت سينكلير التنفيذية ذات الأربع وظائف أول آلة حاسبة للجيب رفيع بقياس 5.4 × 2.2 × 0.35 بوصة (137.2 مم × 55.9 مم × 8.9 مم) وتزن 2.5 أوقية (71 جرام). تم بيعها للبيع بالتجزئة بحوالي 79 جنيهًا إسترلينيًا (194 دولارًا في ذلك الوقت). بحلول نهاية العقد، كان سعر الآلات الحاسبة المماثلة أقل من 5 جنيهات إسترلينية (6.41 دولار).
واحدة من أولى الآلات الحاسبة منخفضة التكلفة كانت سينكلير كامبريدج، التي تم إطلاقها في أغسطس 1973. تم بيعها بالتجزئة مقابل 29.95 جنيهًا إسترلينيًا (38.4 دولارًا)، أو 5 جنيهات إسترلينية (6.41 دولارًا) في شكل مجموعة. كانت حاسبات سنكلير ناجحة لأنها كانت أرخص بكثير من المنافسة؛ ومع ذلك، أدى تصميمهم إلى حسابات بطيئة وغير دقيقة للوظائف المتعالية.
في هذه الأثناء، كانت هيوليت-باكارد (HP) تطور آلة حاسبة للجيب. تم إطلاقه في أوائل عام 1972، وكان مختلفًا عن حاسبات الجيب الأساسية الأخرى ذات الوظائف الأربع التي كانت متوفرة في ذلك الوقت حيث كانت أول آلة حاسبة للجيب بوظائف علمية يمكن أن تحل محل قاعدة الشريحة. استخدمت HP-35 البالغة 395 دولارًا، جنبًا إلى جنب مع جميع حاسبات HP الهندسية اللاحقة تقريبًا، التدوين البولندي العكسي (RPN)، والذي يُطلق عليه أيضًا تدوين postfix. يتم إجراء عملية حسابية مثل "8 plus 5"، باستخدام RPN ، بالضغط على 8، Enter↑و 5، و +؛ بدلاً من تدوين الملصقالجبري : 8، +، 5، =. كان يحتوي على 35 زرًا وكان يعتمد على شريحة Mostek Mk6020.
تم الانتهاء من أول آلة حاسبة علمية سوفيتية بحجم الجيب "B3-18" بحلول نهاية عام 1975.
في عام 1973، قدمت شركة أدوات تكاس (TI) SR-10، (قاعدة الشريحة التي تشير إلى SR) وهي آلة حاسبة جيب إدخال جبري باستخدام تدوين علمي مقابل 150 دولارًا. بعد فترة وجيزة من ظهور SR-11 مفتاحًا إضافيًا لإدخال ط (π). تبعه في العام التالي SR-50 الذي أضاف وظائف السجل والتثليث للتنافس مع HP-35، وفي عام 1977 تم تسويق خط TI-30 على نطاق واسعوالذي لا يزال يتم إنتاجه.
في عام 1978، نشأت شركة جديدة تسمى الصناعات المحسوبة التي تركز على الأسواق المتخصصة. كانت الآلة الحاسبة الأولى، منظم القرض (1978) عبارة عن آلة حاسبة للجيب تم تسويقها لصناعة العقارات بوظائف مبرمجة مسبقًا لتبسيط عملية حساب المدفوعات والقيم المستقبلية. في عام 1985، أطلقت CI آلة حاسبة لصناعة البناء تسمى ماجستير البناء والتي تمت برمجتها مسبقًا بحسابات بناء مشتركة (مثل الزوايا، والسلالم، ورياضيات التسقيف، والخطوة، والارتفاع، والجري، وتحويلات كسور القدم في البوصة). سيكون هذا هو الأول في سطر من الآلات الحاسبة المتعلقة بالبناء.

#### حاسبات الجيب القابلة للبرمجة
كانت أول آلة حاسبة للجيب قابلة للبرمجة هي HP-65 في عام 1974؛ تبلغ سعته 100 تعليمات، ويمكن تخزين البرامج واستردادها باستخدام قارئ بطاقة ممغنطة مدمج. بعد ذلك بعامين، أدخلت HP-25C ذاكرة مستمرة، أي تم الاحتفاظ بالبرامج والبيانات في ذاكرة سيموس أثناء انقطاع التيار الكهربائي. في عام 1979، أصدرت HP أول آلة حاسبة أبجدية رقمية، قابلة للبرمجة، قابلة للتوسيع، HP-41 C. يمكن توسيعها بذاكرة وصول عشوائي (RAM، للذاكرة) ووحدات ذاكرة للقراءة فقط (ROM، للبرامج)، والأجهزة الطرفية مثل قانون نقابة المحامين القراء، ميكرو كاسيت والأقراص المرنة والأقراص، ورقة لفة الطابعات الحرارية، واجهات الاتصالات المتنوعة (آر إس 232، HP-IL ،HP-IB).
و HP-65، وهي أول برمجة آلة حاسبة جيب (1974)
تم تطوير أول آلة حاسبة قابلة للبرمجة تعمل ببطارية الجيب، إلكترونيكا B3-21، بنهاية عام 1976 وتم إصدارها في بداية عام 1977. خليفة B3-21، إلكترونيكا B3-34 لم يكن متوافقًا مع الإصدارات السابقة مع B3-21، حتى لو احتفظت بالتدوين البولندي العكسي (RPN). وهكذا حدد B3-34 مجموعة أوامر جديدة، والتي تم استخدامها لاحقًا في سلسلة من الآلات الحاسبة السوفيتية القابلة للبرمجة لاحقًا. على الرغم من القدرات المحدودة للغاية (98 بايت من ذاكرة التعليمات وحوالي 19 سجلًا مكدسًا ومعنونًا)، تمكن الأشخاص من كتابة جميع أنواع البرامج لهم، بما في ذلك ألعاب المغامرات ومكتبات الوظائف ذات الصلة بحساب التفاضل والتكامل للمهندسين. تمت كتابة المئات، وربما الآلاف، من البرامج لهذه الآلات، بدءًا من البرامج العلمية والتجارية العملية، والتي تم استخدامها في المكاتب والمختبرات الواقعية، إلى الألعاب الترفيهية للأطفال. تم استخدام الآلة الحاسبة إلكترونيكا MK-52 (باستخدام مجموعة أوامر B3-34 الموسعة، والتي تتميز بذاكرة ذاكرة قراءة فقط قابلة للبرمجة والمسح الكهربائي الداخلية لتخزين البرامج والواجهة الخارجية لبطاقات EEPROM والأطراف الأخرى) في برنامج المركبة الفضائية السوفيتي (لرحلة سويوز TM-7) باعتبارها النسخ الاحتياطي للكمبيوتر.
لوحظت هذه السلسلة من الآلات الحاسبة أيضًا في عدد كبير من الميزات الغامضة غير الموثقة والمضادة للحدس، والتي تشبه إلى حد ما «البرمجة التركيبية» للطائرة الأمريكية HP-41، والتي تم استغلالها من خلال تطبيق العمليات الحسابية العادية على رسائل الخطأ، والانتقال إلى عناوين غير موجودة وطرق أخرى. يحتوي عدد من المنشورات الشهرية المحترمة، بما في ذلك المجلة العلمية الشهيرة Nauka i Zhizn (Наука и жизнь، العلوم والحياة)، على أعمدة خاصة مكرسة لطرق التحسين لمبرمجي الحاسبة وتحديثات على الميزات غير الموثقة للمتسللين، والتي نمت لتصبح مقصورة على فئة معينة. علم مع العديد من الفروع، يسمى «ييجوجولوجي» ("еггогология"). تظهر رسائل الخطأ على هذه الآلات الحاسبة ككلمة روسية «ييغوغ» ("ЕГГОГ") والتي، على نحو غير مفاجئ، تُترجم إلى «خطأ». تدور ثقافة القراصنة المماثلة في الولايات المتحدة حول HP-41، والتي لوحظت أيضًا لعدد كبير من الميزات غير الموثقة وكانت أقوى بكثير من B3-34.

#### تحسينات فنية
آلة حاسبة التي تعمل على الطاقة الشمسية والبطارية
خلال السبعينيات، خضعت الآلة الحاسبة الإلكترونية المحمولة يدويًا لتطور سريع. استهلكت شاشات LED باللون الأحمر وشاشات الفلورسنت الفراغية الزرقاء / الخضراء الكثير من الطاقة وكانت الآلات الحاسبة تتمتع بعمر بطارية قصير (غالبًا ما يتم قياسه بالساعات، لذا كانت بطاريات النيكل والكادميوم القابلة لإعادة الشحن شائعة) أو كانت كبيرة بحيث يمكن أن تأخذ أكبر بطاريات ذات سعة. في أوائل السبعينيات من القرن الماضي، كانت شاشات الكريستال السائل (LCD) في مهدها وكان هناك قدر كبير من القلق من أن عمر تشغيلها قصير فقط. قدمت بوسيكوم الآلة الحاسبة بوسيكوم LE-120A «هاندي»، وهي أول آلة حاسبة بحجم الجيب والأولى مع شاشة LED، وأعلنت عن بوسيكوم LC المزود بشاشة LCD. ومع ذلك، كانت هناك مشكلات في هذه الشاشة ولم يتم طرح الآلة الحاسبة للبيع مطلقًا. تم تصنيع الآلات الحاسبة الناجحة الأولى المزودة بشاشات LCD بواسطة روكويل الدولية وبيعت من عام 1972 بواسطة شركات أخرى تحت أسماء مثل: ديتاكينغ LC-800 و Harden DT / 12 وايبيكو 086 ولليود 40 ولليود 100 وبريسماتيك 500 (المعروف أيضًا باسم P500) ورابيد داتا رابيدمان 1208LC. كانت شاشات LCD شكلًا مبكرًا باستخدام وضع التشتت الديناميكي DSM مع ظهور الأرقام على أنها ساطعة على خلفية داكنة. لتقديم عرض عالي التباين، قامت هذه النماذج بإضاءة شاشة LCD باستخدام مصباح خيطي ودليل ضوء بلاستيكي صلب، مما أدى إلى إبطال انخفاض استهلاك الطاقة للشاشة. يبدو أن هذه الطرز قد تم بيعها لمدة عام أو عامين فقط.
تم إطلاق سلسلة أكثر نجاحًا من الآلات الحاسبة التي تستخدم DSM-LCD العاكسة في عام 1972 بواسطة شارب-إنك مع شارب EL-805 ، والتي كانت آلة حاسبة صغيرة للجيب. هذا، ونماذج أخرى قليلة مماثلة، تستخدم تقنية ((Sharp's Calculator On Substrate (COS حاسبة شارب على الركيزة). تم استخدام امتداد لوح زجاجي واحد ضروري لشاشة العرض البلورية السائلة كركيزة لتركيب الرقائق المطلوبة بناءً على تقنية هجينة جديدة. قد تكون تقنية COS مكلفة للغاية نظرًا لأنها كانت تستخدم فقط في نماذج قليلة قبل أن تعود شارب إلى لوحات الدوائر التقليدية.
في منتصف سبعينيات القرن الماضي، ظهرت الآلات الحاسبة الأولى مع شاشات LCD ذات التأثير الميداني، الملتوية (TN) ذات الأرقام الداكنة على خلفية رمادية، على الرغم من أن الأجهزة الأولى غالبًا ما كانت تحتوي على مرشح أصفر فوقها لقطع الأشعة فوق البنفسجية الضارة. ميزة شاشات LCD هي أنها مُعدِّلات إضاءة سلبية تعكس الضوء، والتي تتطلب طاقة أقل بكثير من شاشات العرض الباعثة للضوء مثل LEDs أو VFDs. قاد هذا الطريق إلى أول آلة حاسبة بحجم بطاقة الائتمان، مثل كاسيو Mini Card LC-78 لعام 1978، والتي يمكن أن تعمل لشهور من الاستخدام العادي على خلايا الأزرار.
كانت هناك أيضًا تحسينات على الإلكترونيات داخل الآلات الحاسبة. تم ضغط جميع الوظائف المنطقية للآلة الحاسبة في أول دوائر متكاملة «آلة حاسبة على شريحة» (ICs) في عام 1971، ولكن هذه كانت تقنية رائدة في ذلك الوقت وكانت العوائد منخفضة والتكاليف مرتفعة. استمرت العديد من الآلات الحاسبة في استخدام مرحلتين أو أكثر، خاصة تلك العلمية والقابلة للبرمجة، في أواخر السبعينيات.
تم أيضًا تقليل استهلاك الطاقة للدوائر المتكاملة، خاصة مع إدخال تقنية سيموس. ظهرت في شاربsharp "EL-801" في عام 1972، حيث استخدمت الترانزستورات في الخلايا المنطقية لـ CMOS ICs أي قوة ملحوظة فقط عندما غيرت الحالة. وLED و VFD يعرض في كثير من الأحيان المطلوبة وأضاف الترانزستورات سائق أو المرحلية، في حين كانت شاشات الكريستال السائل أكثر قابلة للطردهم مباشرة من قبل آلة حاسبة IC نفسها.مع هذا الاستهلاك المنخفض للطاقة، جاءت إمكانية استخدام الخلايا الشمسية كمصدر للطاقة، والتي تم تحقيقها في عام 1978 تقريبًا بواسطة الآلات الحاسبة مثل رويال سولار 1و شارب EL-8026و تيل فوتون.

#### مرحلة السوق الشامل
في بداية سبعينيات القرن الماضي، كانت الآلات الحاسبة الإلكترونية المحمولة مكلفة للغاية، بأجر أسبوعين أو ثلاثة أسابيع، وكذلك كانت أداة فاخرة. كان السعر المرتفع بسبب بنائها الذي تطلب العديد من المكونات الميكانيكية والإلكترونية التي كان إنتاجها مكلفًا، وعمليات الإنتاج التي كانت أصغر من أن تستغل وفورات الحجم. رأت العديد من الشركات أن هناك أرباحًا جيدة يمكن جنيها في أعمال الآلة الحاسبة بهامش مثل هذه الأسعار المرتفعة. ومع ذلك، انخفضت تكلفة الآلات الحاسبة مع تحسن المكونات وطرق إنتاجها، وتم الشعور بتأثير وفورات الحجم.
بحلول عام 1976، انخفضت تكلفة أرخص آلة حاسبة للجيب بأربع وظائف إلى بضعة دولارات، أي حوالي 1/20 من التكلفة قبل خمس سنوات. كانت نتيجة ذلك أن آلة حاسبة الجيب كانت ميسورة التكلفة، وأنه أصبح من الصعب الآن على الشركات المصنعة تحقيق ربح من الآلات الحاسبة، مما أدى إلى انسحاب العديد من الشركات أو إغلاقها. تميل الشركات التي نجت من صنع الآلات الحاسبة إلى أن تكون تلك الشركات ذات المخرجات العالية من الآلات الحاسبة عالية الجودة، أو تنتج آلات حاسبة علمية وقابلة للبرمجة عالية المواصفات.

### منتصف الثمانينيات حتى الوقت الحاضر
أول آلة حاسبة قادرة على الحوسبة الرمزية كانت HP-28C، التي صدرت عام 1987. يمكنها، على سبيل المثال، حل المعادلات التربيعية بشكل رمزي. أول آلة حاسبة للرسم البياني كانت كاسيو fx-7000G التي تم إصدارها في عام 1985.
أصدرت الشركتان الرائدتان، HP و TI، آلات حاسبة محملة بالميزات بشكل متزايد خلال الثمانينيات والتسعينيات. في مطلع الألفية الثالثة، الخط الفاصل بين آلة حاسبة الرسوم البيانية والكمبيوتر المحمولة لم يكن واضحا دائما، وبعض الآلات الحاسبة المتطورة جدا مثل TI-89، ورحلة 200 و HP-49g ويمكن أن يفرق ودمج وظائف، حل المعادلات التفاضلية وتشغيل برنامج معالجة الكلمات و PIM والاتصال عن طريق الأسلاك أو الأشعة تحت الحمراء للآلات الحاسبة / أجهزة الكمبيوتر الأخرى.
و HP 12C لا يزال ينتج آلة حاسبة المالية. تم تقديمه في عام 1981 ولا يزال يتم إجراؤه مع بعض التغييرات. تميز HP 12c بوضع التدوين البولندي العكسي لإدخال البيانات. في عام 2003 تم إطلاق العديد من الموديلات الجديدة، بما في ذلك نسخة محسنة من HP 12c، و «HP 12c إصدار بلاتيوم» التي أضافت المزيد من الذاكرة، والمزيد من الوظائف المدمجة، وإضافة الوضع الجبري لإدخال البيانات.
تنافست الصناعات المحسوبة مع HP 12c في أسواق الرهن العقاري والعقارات من خلال تمييز العلامات الرئيسية؛ تغيير "I" و "PV" و "FV" إلى مصطلحات تصنيف أسهل مثل "Int" و "Term" و "Pmt"، وعدم استخدام التدوين البولندي العكسي. ومع ذلك، تضمنت حاسبات CI الأكثر نجاحًا مجموعة من حاسبات البناء، والتي تطورت وتوسعت في التسعينيات حتى الوقت الحاضر. وفقًا لمارك بولمان، مؤرخ الرياضيات والآلة الحاسبة وأستاذ مشارك للرياضيات في كلية ألبيون، فإن «ماجستير البناء هو الأول في سلسلة طويلة ومربحة من حاسبات البناء CI» والتي حملتها خلال الثمانينيات والتسعينيات ووحتى الوقت الحاضر.
آلة حاسبة بواجهة مستخدم رسومية
غالبًا ما تأتي أجهزة الكمبيوتر الشخصية مع برنامج أداة حاسبة يحاكي مظهر الآلة الحاسبة ووظائفها، باستخدام واجهة المستخدم الرسومية لتصوير آلة حاسبة. أحد الأمثلة على ذلك هو حاسبة ويندوز. تحتوي معظم مساعدي البيانات الشخصية (PDA) والهواتف الذكية أيضًا على هذه الميزة.

## الآلة الحاسبة من الداخل
تتكون الآلة الحاسبة عمومًا من العناصر التالية:
- مصدر للطاقة (بطارية أو خلايا شمسية).
- لوحة المفاتيح: تتكون من مفاتيح الأرقام المستخدمة لإدخال الأوامر الوظيفة (الجمع، الطرح، الضرب، القسمة، الجذر التربيعي، إلخ.)
- رقاقة المعالج (المعالج) تتضمن ما يلي:

- وحدة المسح الضوئي- عندما تٌشغل الآلة الحاسبة، تقوم هذه الوحدة بمسح لوحة المفاتيح لالتقاط إشارة كهربائية في حالة الضغط على إحدى المفاتيح.
- وحدة التشفير - تحويل الأرقام والعمليات الحسابية إلى النظام الثنائي.
- مسجل X ومسجل Y - وهي مخازن تُخزن الأرقام فيها مؤقتا أثناء القيام بالعمليات الحسابية. كل الأرقام تدخل في المسجل X أولا. يظهر الرقم المخزن في السجل X على الشاشة.
- مسجل الأعلام - وفيه تٌخزن العملية الحسابية حتّى تحتاج إليها الآلة الحاسبة.
- الذاكرة الدائمة (ROM) - تٌخزن التعليمات المدمجة مع الآلة الحاسبة والخاصة بـ (العمليات الحسابية، الجذور التربيعية والنسب المئوية وحساب المثلثات وما إلى ذلك) على شكل النظام الثنائي. هذه التعليمات هي «البرامج» المخزنة بشكل دائم ولا يمكن محوها.
- ذاكرة المستخدم (RAM) - وفيها يمكن تخزين الأرقام التي أدخلها المستخدم. يمكن تغيير محتويات ذاكرة المستخدم أو محوها من قبل المستخدم.
- وحدة المنطق الحسابية (ALU) - ALU وفيها تُنفذ جميع العمليات الحسابية والتعليمات المنطقية، ويقدم النتائج بالنظام الثنائي.
- وحدة فك الترميز - وفيها تُحول النتيجة من النظام الثنائي إلى الأرقام «العشرية» التي يمكن عرضها على وحدة العرض.

- لوحة العرض : وفيها تٌعرض الأرقام المدخلة والأوامر والنتائج. وتستخدم سبع خطوط (مقاطع) لتمثيل كل رقم في الآلة الحاسبة الأساسية.

## الآلة الحاسبة الرقمية في الهواتف والحاسوب
مع التطور التقني، استغنى الكثير من الناس عن الآلات الحاسبة، واستعملوا الآلة الحاسبة الرقمية المتوفرة في الجوالات الحديثة وأجهزة الحاسوب المكتبية، مما أدى إلى تراجع كبير في صناعة الآلات الحاسبة وأسعار بيعها.

## معرض صور

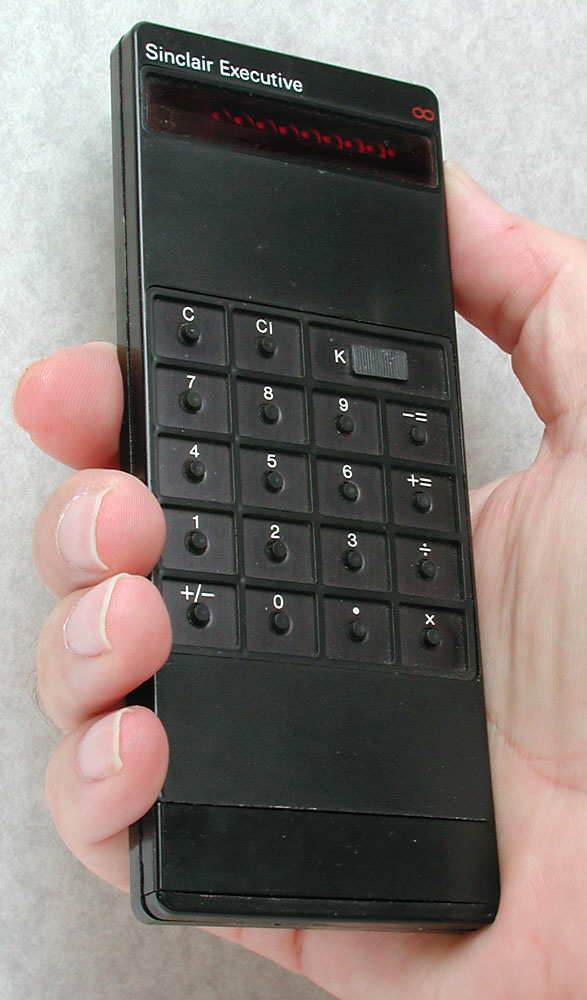
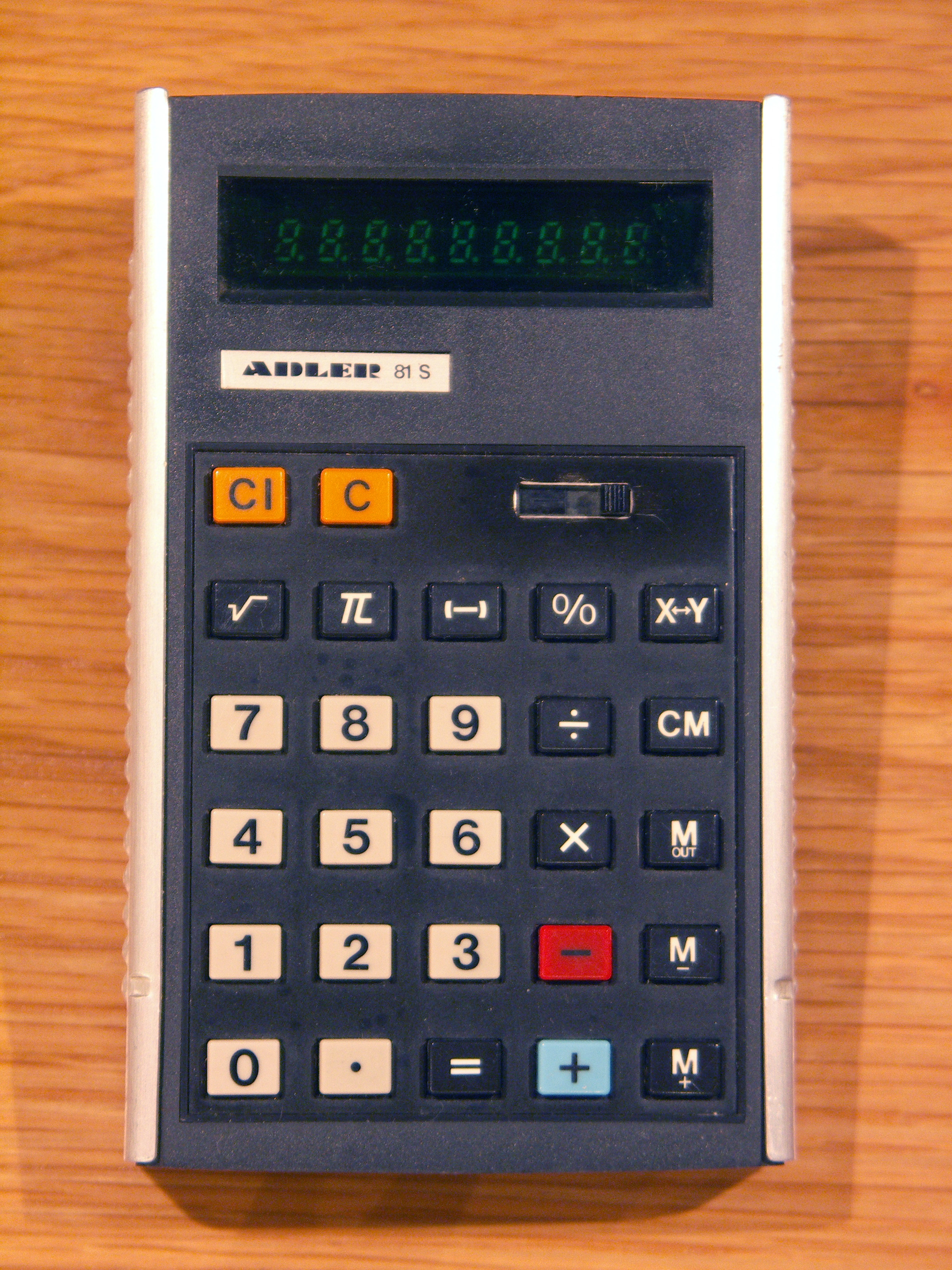
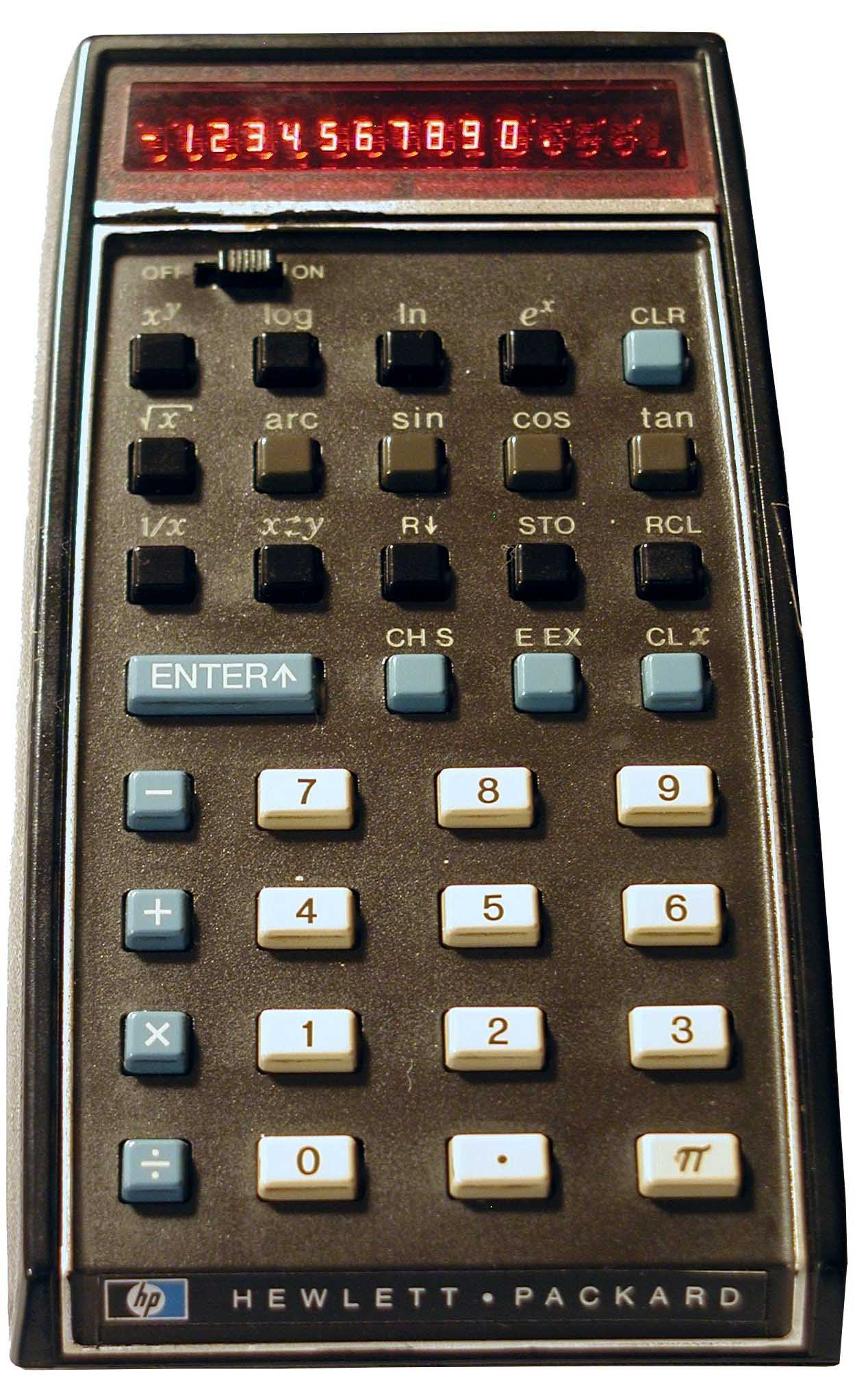
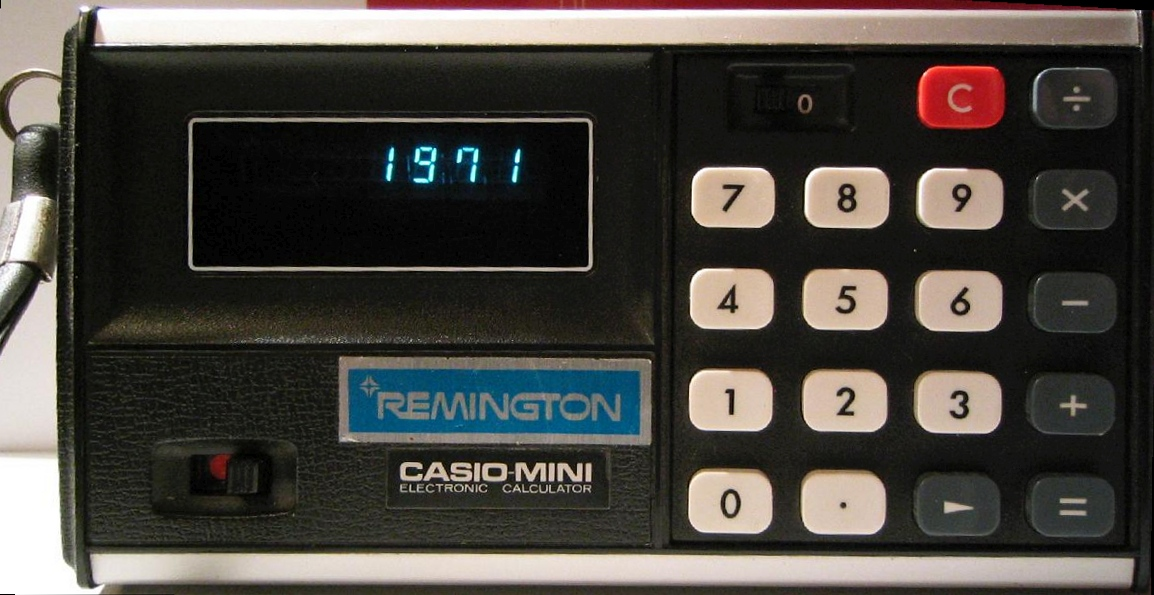